# Weissia latifolia
Weissia latifolia är en bladmossart som först beskrevs av Dickson, och fick sitt nu gällande namn av Bruch och W. P. Schimper 1843. Weissia latifolia ingår i släktet krusmossor, och familjen Pottiaceae. Inga underarter finns listade i Catalogue of Life.